# Nanisme (plantes)
Pour un article plus général, voir Nanisme.
En botanique, le nanisme caractérise les plantes dont la taille est anormalement petite pour une espèce ou un genre donné. Le nanisme peut être causé par des conditions environnementales particulières (altitude élevée, climat rude, etc.), par des carences nutritionnelles ou par des agents phytopathogènes qui entravent la croissance des plantes par différents mécanismes. Il peut aussi être dû à l'intervention humaine, sélection génétique, ou techniques culturales particulières (bonsaïs). 

## Stress environnemental

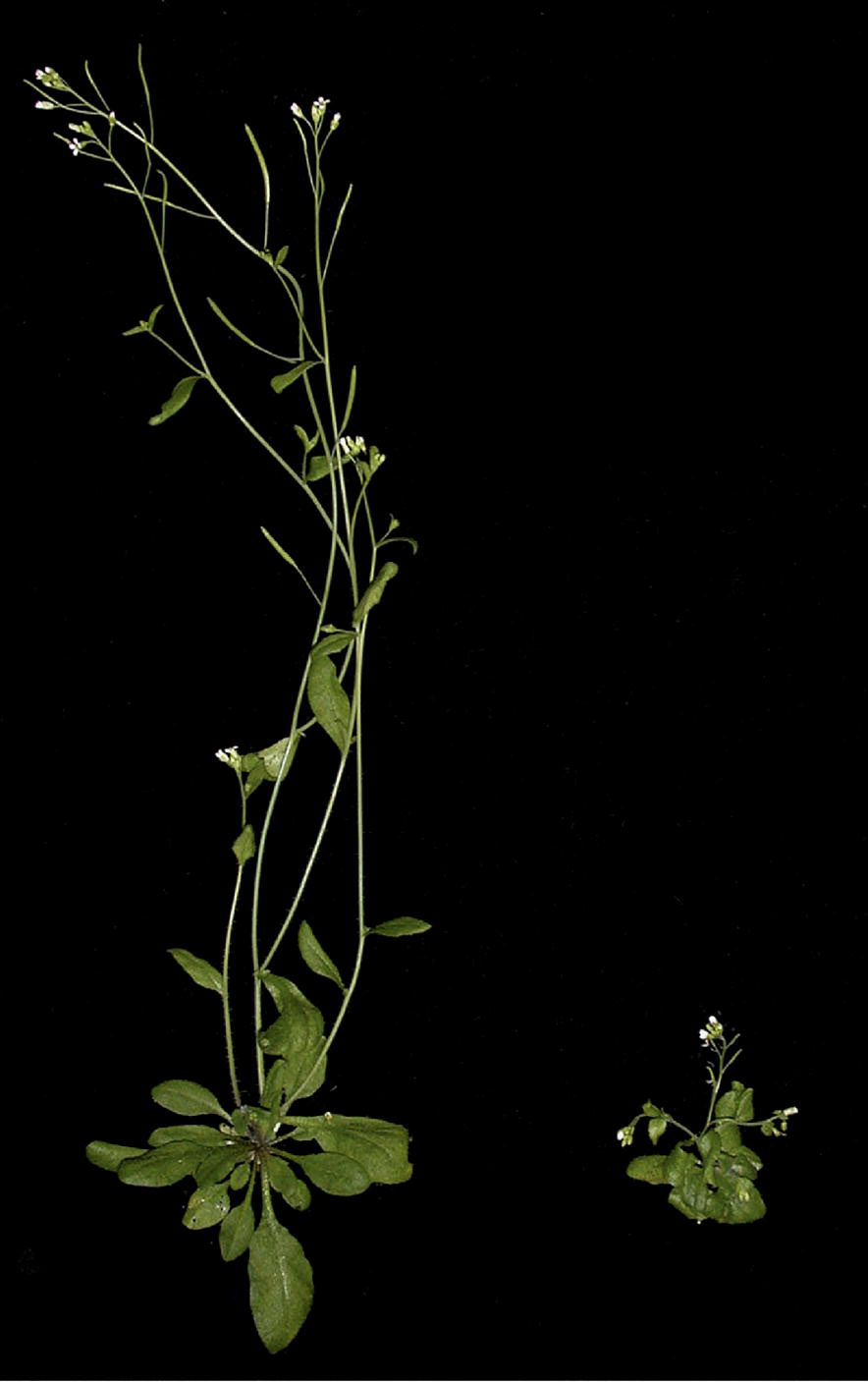
Arabidopsis thaliana, l'absence de facteur de croissance des plantes (auxine) peut provoquer un nanisme (à droite).

Les plantes peuvent être « nanifiées » par des manipulations génétiques ou par la sélection variétale, mais elles peuvent également subir des changements morphologiques naturels et se transformer en plantes naines en réponse à des stress environnementaux tels que la qualité du sol, l'éclairement, la sécheresse, l'inondation, le froid, l'infection, notamment virale, et les agressions des herbivores. Les plantes naines à cause du stress environnemental sont qualifiées de « rabougries ». Le plus souvent le nanisme chez les plantes ne résulte pas directement des dommages que le stress environnemental leur inflige, mais plutôt des hormones produites en réponse à ce stress. Les hormones végétales agissent comme un signal adressé aux divers tissus des plantes induisant une ou plusieurs réponses. La classe des phytohormones responsables du nanisme chez les plantes en raison de blessures est celle des jasmonates. Ces réponses sont notamment, mais pas seulement, des divisions cellulaires moins fréquentes et une réduction de l'élongation cellulaire.

## Céréales naines
Les gènes du nanisme chez les céréales ont été utilisés pour créer des variétés plus productives. L'objectif était de lutter contre la « verse », phénomène qui se produit lorsque les épis chargés de grains presque mûrs font plier les tiges jusqu'au sol, exposant les grains à l'humidité, ce qui entraîne des pertes de récoltes. Pendant la Révolution verte, des recherches ont permis d'identifier des gènes (Rht) déterminant le raccourcissement des tiges du blé, et un gène  (sd-1) de riz semi-nain, qui ont permis d'améliorer l'indice de récolte et par conséquent le rendement de ces céréales.

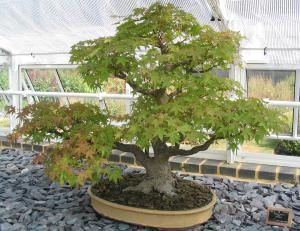
Spécimen d'érable palmé, nanifié par l'intervention humaine (bonsaï).

## Bonsaïs
Dans la culture des arbres nains (bonsaï ou penjing), un plant d'arbre ou d'arbuste (normal) est miniaturisé et modelé par différentes techniques : coupe de la cime (bourgeons apicaux), régulation des apports nutritifs (eau, dosage des engrais minéraux et organiques), coupe régulière des racines et branches. Les feuilles (ou aiguilles des conifères) des arbres sont également nanifiées (miniaturisées) par différentes techniques : notamment des défoliations partielles ou complètes, le pinçage (coupe de bourgeons terminaux ou chandelles), un contrôle des conditions d'ensoleillement et un faible apport d'azote. Les fleurs et les fruits de ces arbres nains sont de taille relativement normale.

## Nanisme et infections

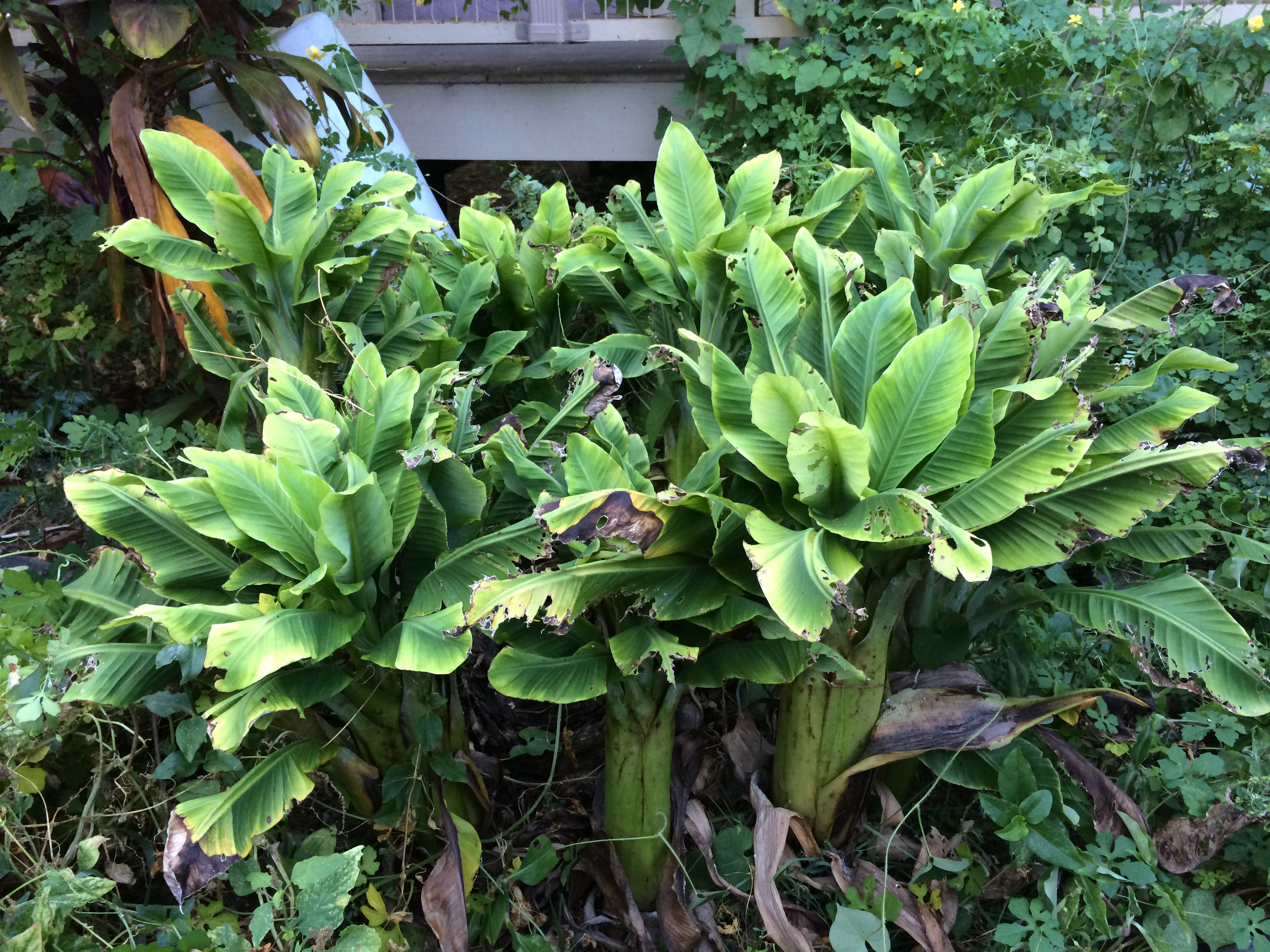
Bananiers nanifiés à la suite d'une infection virale (Banana bunchy top virus).

De nombreuses infections par des virus végétaux créent chez les plantes infectées des symptômes, entre autres, de rabougrissement et de nanisme, par la réduction de la longueur des entre-nœuds. C'est le cas par exemple de la jaunisse nanisante de l'orge ou du sommet touffu du bananier dû au Banana bunchy top novirus (BBTV).